# Amelia Sach e Annie Walters
Amelia Sach (1873 – 3 de fevereiro de 1903) e Annie Walters (1869 – 3 de fevereiro de 1903) eram duas inglesas serial killers mais conhecidas como the Finchley baby farmers.

## Crimes
Amelia Sach possuía uma “Living-in” (um tipo de casa de recuperação de mulheres em pós-parto) em Stanley Road, e mais tarde em Claymore House em Hertford Road (ambos em East Finchley), Londres. Por volta de 1900, ela começou a perceber que os bebês "poderiam ser esquecidos", e começou a aceitar dinheiro em troca das adoções. Os clientes, a julgar pelos relatos de testemunhas, eram em sua maioria empregados das casas locais que haviam engravidado, sendo que seus empregadores tinham interesse pela resolução do assunto de forma discreta. Havia uma taxa pelo Living In e outra pela adoção, um "presente" para os futuros pais entre £ 25 e £ 30. 
Annie Walters iria pegar o bebê depois que ele tivesse nascido, e logo depois descartá-lo com veneno -chlorodyne(um medicamento que continha morfina). Elas foram pegas após Walters levantar suspeitas de um Lorde em Islington que era policial. Um número desconhecido de crianças foram assassinadas desta forma, possivelmente dezenas. Durante o seu julgamento no Old Bailey, a quantidade de roupas de bebê encontradas em Claymore House foi usada como evidência na escala de seus crimes. Uma campanha local para ter suas sentenças comutadas para a vida fracassou, e elas se tornaram as primeiras mulheres a ser enforcadas em Holloway em 3 de fevereiro de 1903, por Henry Pierrepoint, o futuro pai de Albert Pierrepoint, o único enforcamento duplo a ser realizado em tempos modernos.

## Antecedentes
Pouco se sabe sobre Annie Walters, mas o passado de Sach é bem documentado: Amelia Sach foi batizada como Frances Amelia Thorne em Hampreston, Dorset, em 5 de maio de 1867. Ela era o quarto filho e mais tinha três irmãs. Ela se casou com um construtor chamado Jeffrey Sach em 1896. Sach já era ativa muito antes de conhecer Walters. Em 1902 ela estava trabalhando no norte de Londres. .
Sach era ela mesma uma mãe, e o censo da Inglaterra e do País de Gales de 1901 mostra que uma criança havia nascido em Clapham. Ela mentiu sobre sua idade - ela tinha 32 anos, não 29. O passado de Walters é desconhecido, mas indícios apontam que havia sido casada. Ela parece ter tido um problema com bebida e periodicamente trabalhava como enfermeira.
Há uma pequena possibilidade de que o par pode ter sido envolvido em um homicídio anterior que resultou na execução de uma outra mulher. Em 1899, Louise Masset foi julgada pelo assassinato de seu jovem filho Manfred, cujo corpo foi encontrado no banheiro das senhoras em Dalston. Evidências circunstanciais sugerem que Louise era o assassino, e o assassinato teria sido supostamente devido ao seu desejo de casar com um homem chamado Lucas. No entanto, em suas afirmações de inocência, Louise disse que ela havia tomado Manfred dos cuidados de uma mulher para lhe dar a duas senhoras que ela havia conhecido e que possuíam um estabelecimento para o cuidado de crianças. A polícia teria se esforçado para encontrar as duas mulheres, mas elas nunca foram localizadas. Em qualquer caso, Louise Masset foi julgada e condenada pelo assassinato e, apesar de um pedido de misericórdia, foi executada no início de janeiro de 1900.

## Além
Os corpos de Sach Walters e foram enterrados como indigentes dentro dos muros da prisão de Holloway, como era costume. Em 1971, a prisão passou por um extenso programa de reconstrução, durante o qual os corpos de todas as mulheres executadas foram exumados.
Com a exceção de Ruth Ellis, os restos das quatro outras mulheres executadas em Holloway (Styllou Christofi, Edith Thompson, Sach e Walters) foram posteriormente enterrados em uma cova simples no Cemitério Brookwood. O túmulo é marcado com uma lápide de granito cinza estabelecido horizontalmente, e os nomes de todos os ocupantes estão neles gravados nele.
A localização precisa da sepultura Sach e Walters dentro Brookwood Cemitério é  Coordenadas : formato inválido. 